# Algorta (métro de Bilbao)
Pour les articles homonymes, voir Algorta.
Algorta est une station de la ligne 1 du métro de Bilbao. Elle est située rue Bidezabal dans le quartier d'Algorta, sur le territoire de la commune de Getxo, dans le Grand Bilbao, province de Biscaye de la communauté autonome du Pays Basque, en Espagne.

## Situation sur le réseau
Établie en souterrain, la station Algortal de la ligne 1 du métro de Bilbao est située entre, la station Bidezabal, en direction du terminus nord-ouest Plentzia, et la station Aiboa, en direction du terminus sud-est Etxebarri. Elle se trouve en zone tarifaire 2.

Plan du métro.

## Histoire
La station Algorta est mise en service le 11 novembre 1995 lors de l'ouverture à l'exploitation de la première section de la ligne 1 du métro.

## Services aux voyageurs

### Accueil et accès
Elle dispose de deux accès, situés sur les rues Bolue et Telletxe.

### Desserte
Algorta est desservie par des rames de la ligne 1 du métro de Bilbao.

### Intermodalité
Un arrêt situé à proximité est desservi par les lignes A2162, A3411 et A3451 du réseau Bizkaibus.